# 陳宗潢
陳宗潢（？—1868年） ，又名植梅，號雪六，為鹿港廈郊慶昌行陳克勸次子，大房陳植柳之弟。陳宗潢道光二十六年(1846) 丙午科舉人，授內閣中書，其父陳克勸亦封贈為奉直大夫。相傳陳宗潢為意樓主人，赴唐山科考並流傳尹娘的故事。
陳宗潢博學多才，又擅書畫，名著一時，惜經變亂，遺稿紛失，書畫泯滅。長子陳耀要有武才 同治亂世期間，屯器械，開壕溝，建銃櫃，募兵勇，防守鹿港使得沿海居民免得塗炭功不可沒。

## 家族
- 陳克勸

- 陳植柳

- 長子：陳耀郁
- 次子：陳祈（陳秋鴻）

- 長子：陳培熊
- 次子：陳育恩
- 三子：陳質芬（陳織雲）
- 四子：陳藻雲
- 五子：陳澄雲

- 三子：陳鳳鳴（陳耀寶）
- 四子：陳耀曆（陳耀勒）

- 陳宗潢（陳植梅）

- 長子：陳耀（陳耀要）

- 陳植知

- 次子：陳耀玨（陳耀角）

- 陳植竹

- 次子：陳耀烈

- 陳植昆
- 陳宗濬

- 長子：陳耀敏
- 三子：陳履謙（陳祝三）

- 陳宗華

- 長子：陳振德（陳耀漢）
- 四子：陳懷澄（陳耀河）

- 長子：陳培煦

## 外部連結
- 臺灣歷史人物小傳 - 明清暨日據時期 / 陳耀 （页面存档备份，存于）